# 佐里亞內 (基洛夫格勒州)
48°2′15″N 31°55′25″E / 48.03750°N 31.92361°E
佐里亞內（羅馬化：Zoriane）是烏克蘭中部基洛夫格勒州克羅皮夫尼茨基區的克特里薩尼夫卡市鎮的村莊。該村面積1.07平方公里，海拔高度187米，2001年人口186，人口密度每平方公里174.7人。